# テウォ県
テウォ県（テウォけん）は中華人民共和国甘粛省甘南チベット族自治州に位置する県。

## 地理
秦嶺の西部、岷山・迭山の間の峽谷中にあり、四川省に接し、北はチョネ県、東は舟曲県、東北は定西市岷県・隴南市宕昌県、西南は四川省アバ・チベット族チャン族自治州のゾルゲ県・九寨溝県に隣り合う。
森林覆蓋率54%以上、ジャイアントパンダが生息する。現在中国14番目のジャイアントパンダの保護区指定を受けるべく努力している。

## 歴史
テウォはチベット語で親指を意味する。仙人涅甘達娃がここを通ったとき、親指で山中に一本の道を開いたことに由来する。
沓中という漢称は蜀の大将姜維が宦官黄皓との政治的争いを避けてここに駐屯し開墾した時代のものである。
ここは紅軍の長征が甘粛で最初に入った県である。1935年8月9日紅一方面軍は草地を経て俄界（現在の高吉村）に到達、中共は俄界会議を招集した。毛沢東はこの会で『関於與四方面軍領導的争論及今後的戦略方針』を作り、『関於張国燾同志的錯誤決定』を作出、『為北上抗日同志書』を出し、陝西・甘粛の割拠方針を決定した。9月14日に紅軍は旺蔵郷達茨日那村旺蔵寺に達し、毛沢東はここで臘子口戦役を指揮した。
テウォ俄界会議会址、達茨日那村毛沢東故居などは紅色旅遊（革命聖地などを訪ねる観光）の目的地である。

## 行政区画
5鎮、6郷を管轄：
- 鎮：電尕鎮、益哇鎮、旺蔵鎮、臘子口鎮、洛大鎮
- 郷：卡壩郷、達拉郷、尼傲郷、阿夏郷、多児郷、桑壩郷